# Генрі Проктор
Генрі Артур Проктор (англ. Henry Arthur Proctor; нар. 19 жовтня 1929 — пом. 13 квітня 2005) — американський академічний веслувальник. Олімпійський чемпіон (1952).

## Життєпис
Народився 19 жовтня 1929 року в місті Бакстер Спрінгс, округ Черокі, штат Канзас, США. Займатись академічним веслуванням розпочав під час навчання у Військово-морській академії.
На літніх Олімпійських іграх 1952 року в Гельсінкі (Фінляндія) став олімпійським чемпіоном у складі вісімки (з результатом 6:25.9).
Після закінчення академії у 1954 році продовжив військову службу у ВПС США. У 1971 році вийшов у відставку в званні полковника.
Помер 13 квітня 2005 року в місті Камас, округ Кларк, штат Вашингтон.